# Wanchy-Capval
Wanchy-Capval é uma comuna francesa na região administrativa da Normandia, no departamento de Sena Marítimo. Estende-se por uma área de 19,5 km². Em 2010 a comuna tinha 357 habitantes (densidade: 18,3 hab./km²).